# Zum Himmelreich

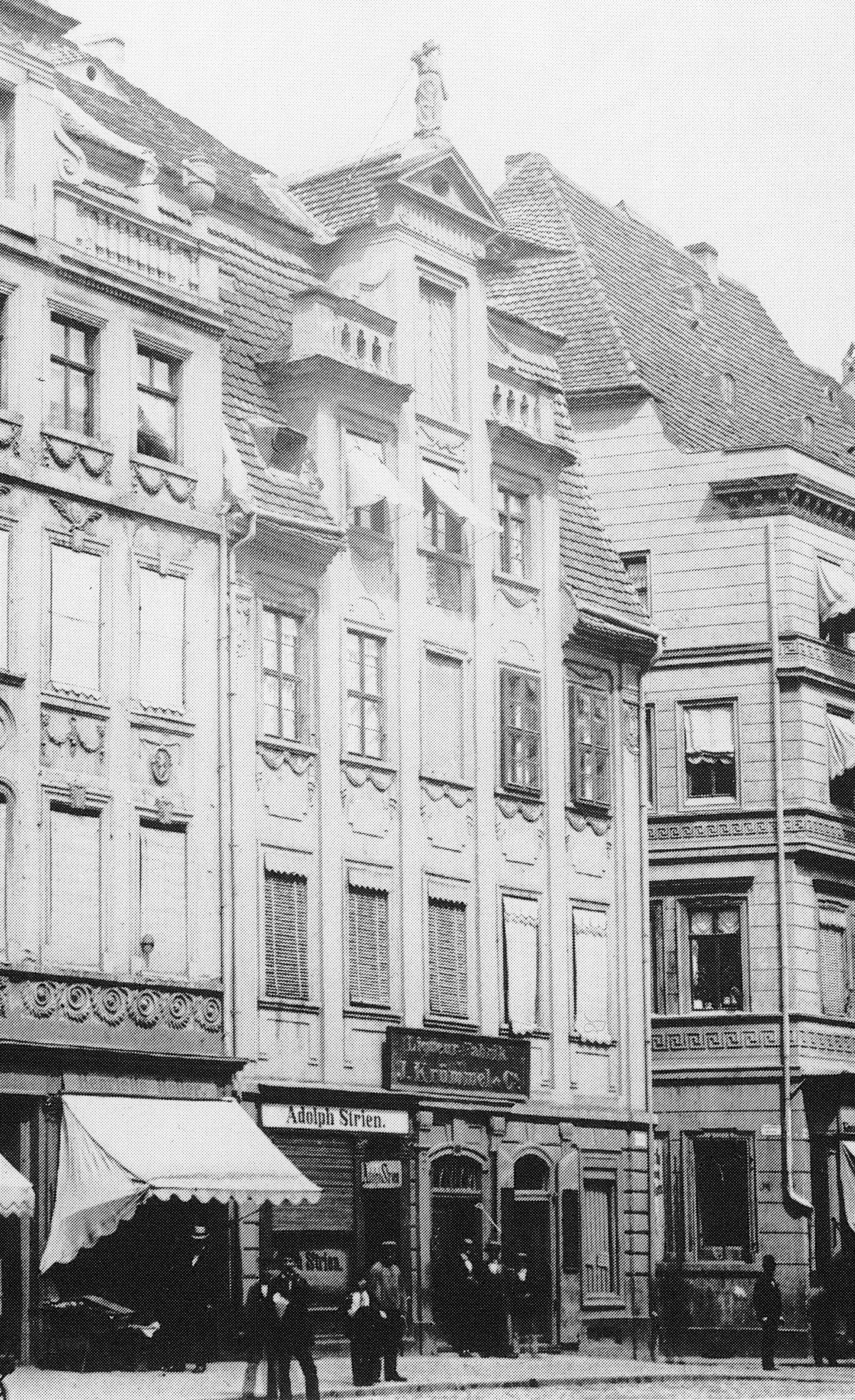
Haus Zum Himmelreich, wohl vor 1877

Das Haus Zum Himmelreich war ein historisches Wohn- und Geschäftshaus in Magdeburg im heutigen Sachsen-Anhalt.

## Lage
Das Gebäude befand sich in der Magdeburger Altstadt auf der Westseite des Breiten Wegs, an der Adresse Breiter Weg 181. Unmittelbar nördlich des Hauses mündete die Himmelreichstraße auf den Breiten Weg.

## Geschichte und Architektur
Erster bekannter Eigentümer des Brauhauses zum Himmelreich war Eberhart Vollkamm, auf ihn folgte Joachim Schof. Ab 1629 gehörte es Hans Stölting. Seine Erben verkauften das wohl in Folge der Zerstörung Magdeburgs 1631 leere Grundstück 1642 an den Kaufmann Heinrich Stölting, der es seinerseits schon 1643 für 450 Taler an den Kaufmann Peter Kind. Kind bebaute das Grundstück neu und braute auch. Zuletzt wurde er 1682 erwähnt. Im Jahr 1686 veräußerten es dann seine Erben für 2400 Taler an den Handelsmann Leonhard Bauer. Seine Erben traten das Haus 1710 dann an seine Witwe ab. Andere Angaben nennen Leonhard Mauers Erben. 1747 gehörte es Daniel Koch.
1803 waren Lüdeckes Erben als Eigentümer verzeichnet. Eine Firma Lüdecke und Comp. betrieb 1817 eine Kornhandlung. Im Jahr 1823 gehörte das Gebäude dem Kaufmann Andreas Lüdecke, der hier weiterhin eine Getreide- und Sämereienhandlung betrieb. 1836/1839 fanden Umbauten statt. Der Kaufmann Krümmel wurde 1845 und 1870 als Eigentümer genannt. Er betrieb eine Liquerfabrik.
Das Haus war zu diesem Zeitpunkt dreigeschossig. Die zum Breiten Weg ausgerichtete Ostfassade war fünfachsig angelegt und wurde von einem zweigeschossigen gestuften Mittelgiebel überspannt. Der Giebel war in seinem ersten Stock drei-, im zweiten einachsig. Die Fensterachsen wurden von umlaufenden Bändern gerahmt. Das obere Giebelgeschoss wurde von einer Balustrade abgeschlossen, über der ein kleiner Dreiecksgiebel lag. Auf dessen Spitze thronte eine Figur des Heiligen Petrus. Die Statue hielt einen Schlüssel für das Himmelreich in der Hand und war dabei scheinbar im Begriff aufzuschließen. Die Erscheinung des Gebäudes war ein bewusster Kontrast zum südlichen Nachbarhaus, das dieselbe Höhe statt in drei in zwei Stufen erreichte.
1892/1893 wurde das Haus dann im Zuge einer Erweiterung der Himmelreichstraße abgerissen.
Von S. Heim wurde ein viergeschossiger Neubau errichtet. Der Eckbau war zum Breiten Weg achtachsig angelegt. Zur Ecke hin war das Haus abgestumpft, die Ecksituation wurde mit einem Erker betont. Nach Westen zog sich das Haus langgestreckt mit 14 Achsen in die Himmelreichstraße. Die Petrusfigur war dort in der ersten Achse vor dem Obergeschoss aufgestellt. Über ihm thronte eine Christusfigur auf einem Regenbogen als Weltenrichter.
1911/1913 erfolgte ein Umbau, wobei das Gebäude mit den südlich angrenzenden Häusern Breiter Weg 182 und 183 vereinigt wurde. Eigentümer war nun Hauptmann und spätere Major a. D. F. Freise. Der Familie Freise hatten zuvor bereits die beiden südlichen Nachbarhäuser gehört. Im Komplex befand sich das Rundfunkfachgeschäft Freise & Freise Corinthum. Der Haupteingang bestand vom Breiten Weg, ein Nebeneingang von der Himmelreichstraße. Nach dem Krieg verzog das Geschäft in die Leibnitzstraße 32. In dem Häuserkomplex war auch die Versicherung Deutscher Ring, das Strumpfhaus Etam und das Zigarrengeschäft Lindau & Winterfeld ansässig.

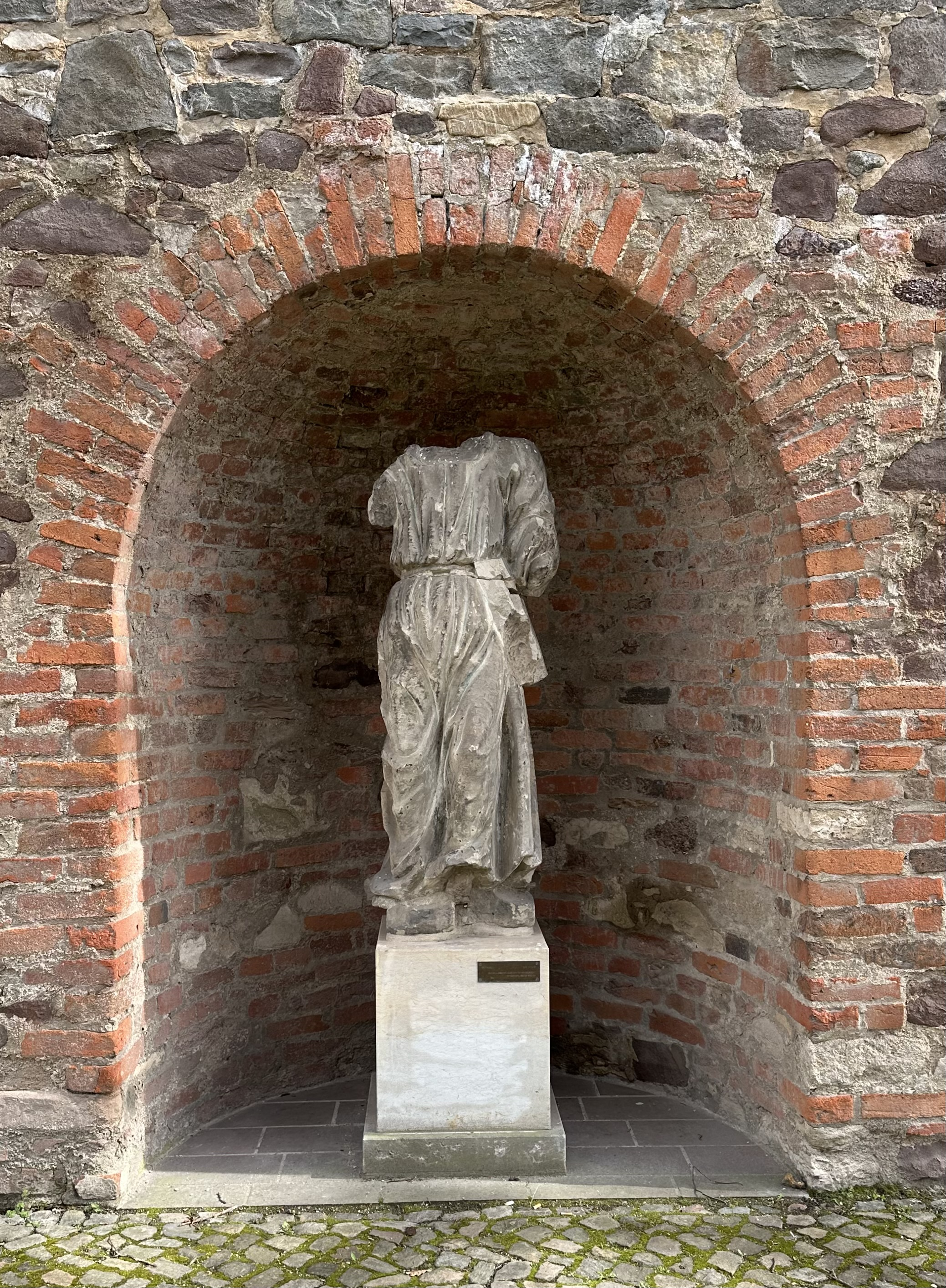
Petrusfigur im Möllenvogteigarten, 2024

Im Zweiten Weltkrieg wurde der Bau zerstört. Die Petrusfigur wurde 1946 vom Bergungsteam um Werner Priegnitz geborgen und zunächst eingelagert. Später wurde die beschädigte Petrusfigur als Teil der Skulpturen im Möllenvogteigarten im Garten der Möllenvogtei aufgestellt. Erhaltene Reste des Gebäudes, die Fassade zum Breiten Weg und Eisenkonstruktionen, wurden im Januar und Februar 1949 wegen Einsturzgefahr abgerissen. Später entstand in der Zeit der DDR unter Beibehaltung der Himmelreichstraße an der Stelle ein modernes Wohnhaus.

## Sage
Im 13. Jahrhundert nahm bei Kämpfen mit noch nicht christianisierten Prußen der Ritter Hans von Hirschhals den Heerführer Herkus Monte gefangen. Monte kam in Magdeburger Festungshaft, wo der in Magdeburg lebende Ritter ihn regelmäßig besuchte. Monte ließ sich taufen und trug dann den Namen Heinrich Monte. Er wurde freigelassen und lebte in der Prälatenstraße. Sein Vermögen hatte er sich von seinen Stammesmitgliedern bringen lassen. Ganz in der Nähe, in der heutigen Himmelreichstraße, die damals noch Brandstraße hieß, lebte von Hirschhals mit seiner Familie. Heinrich Monte lernte so auch die beiden Söhne und die Tochter Hildegard des Ritters kennen. Er verliebte sich in Hildegard. Das junge Paar wurde jedoch getrennt, da Monte von seinem Stamm entführt wurde, als er bei einer Vermögensübergabe in einen Hinterhalt geriet. Zurück bei seinem Stamm nahm er wieder seinen alten Namen an und wurde wiederum Heerführer. Er kämpfte mit seinen Truppen östlich der Elbe gegen christliche Truppen. So kam es, dass er in den Kampf mit Magdeburger Truppen unter dem Kommando Hans von Hirschhals geriet. Hirschhals hatte auch seine beiden Söhne mit in den Kampf geführt. Der Kampf ging zugunsten Montes aus, der von Hirschhals und seine beiden Söhne gefangen nahm. Dem Stammesbrauch nach sollten die Gefangenen hingerichtet werden. Monte gelang es dies so abzumildern, dass nur einer der drei sterben musste und die anderen beiden verschont würden, soweit sie einen Kampf gegen ihn gewinnen würden. Das Los zur Hinrichtung fiel auf den Vater, der dies zugunsten seiner Söhne auch bereitwillig akzeptierte. In den Kämpfen unterlag Monte freiwillig, um so den Brüdern seiner Geliebten das Leben zu retten. Den beiden wurde wie versprochen die Freiheit geschenkt, was jedoch den Zorn der Stammesmitglieder erregte. Letztlich kam es zur Meuterei gegen Monte, der von den eigenen Leuten gefangen genommen wurde. Er wurde nach Zörbig gebracht, wo er nun selbst hingerichtet werden sollte. Die Brüder Hirschhals hörten davon, organisierten eine Truppe von Kriegsknechten und befreiten Monte gewaltsam. Er wurde wieder nach Magdeburg gebracht. Dort legte ihm der Erzbischof, als Buße für seinen zeitweiligen Abfall vom Christentum, auf, dass er wie ein Mönch zwar noch mit Frauen reden, sie aber weder ansprechen noch berühren dürfe. Monte soll sich daran gehalten, jedoch trotzdem jeden Tag Hildegard im Haus der von Hirschhals besucht haben. Dieser Weg führte ihn so jeweils ins Himmelreich, zum einen zu seiner Geliebten Hildegard zum anderen auch zur Läuterung seiner Seele.
Die Sage nimmt Bezug auf die historisch belegte Figur des Herkus Monte, Herzog der Natanger, der im 13. Jahrhundert tatsächlich zeitweise in Magdeburg lebte und hier auch zur Schule ging. Er war später Anführer eines Aufstandes der Prußen gegen den Deutschen Orden.